# Euploea esperi
Euploea esperi är en fjärilsart som beskrevs av Felder 1862. Euploea esperi ingår i släktet Euploea och familjen praktfjärilar. Inga underarter finns listade i Catalogue of Life.